# Justiça (série de televisão)
Justiça é uma série de televisão dramática e antológica brasileira, criada por Manuela Dias e produzida pelos Estúdios Globo. Sua primeira temporada, inicialmente projetada como minissérie, foi exibida entre 22 de agosto e 23 de setembro de 2016 na TV Globo, no horário das 22 horas. A segunda temporada, intitulada Justiça 2, estreou em 11 de abril de 2024 na plataforma de streaming Globoplay e foi finalizada em 23 de maio do mesmo ano. Além de Dias, a série tem a colaboração de Mariana Mesquita, Lucas Paraizo, Roberto Vitorino, João Ademir e 
Walter Daguerre no roteiro, e conta com a direção de Isabella Teixeira, Luísa Lima, Marcus Figueiredo, Walter Carvalho, Gustavo Fernandez, Mariana Betti, Pedro Pelegrino e Ricardo França. A direção geral e artística é de José Luiz Villamarim.
Justiça é um drama que acompanha a vida de quatro personagens que vão presos no mesmo dia. Após sete anos, eles são soltos e precisam lidar com as consequências de suas prisões. Essas quatro histórias independentes se interligam e provocam a reflexão sobre o que é justiça, a partir do entendimento particular de cada personagem.
Justiça foi bem recebida pelos telespectadores brasileiros e pela crítica. O programa teve um alcance diário de aproximadamente 41 milhões de telespectadores e um alcance total de aproximadamente 134 milhões de telespectadores. Os quatro primeiros episódios foram disponibilizados no Globoplay antes da estreia da então minissérie na rede de televisão aberta.
Em 2017, a série foi indicada ao  45º Emmy Internacional nas categorias melhor série dramática e melhor atriz para Adriana Esteves.

## Premissas

### Temporada 1 (2016)
A primeira temporada de Justiça possuí quatro histórias conectadas por crimes ocorridos na noite de 26 de junho de 2009, em Recife, Pernambuco. A primeira é a de Vicente (Jesuíta Barbosa), o namorado ciumento e controlador de Isabela (Marina Ruy Barbosa), que a flagra nos braços do ex-namorado e atira nela na frente de sua mãe, Elisa (Débora Bloch), que depois nutre um desejo de se vingar do Vicente, que é preso por assassinato. A segunda história é de Fátima (Adriana Esteves), que para defender o filho do ataque do cachorro do vizinho Douglas (Enrique Díaz), ela atira no animal. Indignado, o vizinho, um policial, planta drogas no jardim dela e ela é presa como traficante. A terceira narrativa é de Rose (Jéssica Ellen), que na comemoração de seu aniversário e aprovação no vestibular, ela é detida com drogas, enquanto sua amiga branca, Débora (Luísa Arraes), não. Ao sair da cadeia, Rose descobre que Débora sofreu abuso e oferece ajuda para encontrar o estuprador. O último drama é de Maurício (Cauã Reymond), que é casado com a bailarina Beatriz (Marjorie Estiano), que após ser atropelada, fica tetraplégica. Inconformada com a nova condição, ela implora pela eutanásia para o marido, que é preso por assassinato. Vicente, Fátima, Rose e Maurício são levados para a mesma delegacia e todos são condenados a sete anos de prisão e ao saírem, precisam lidar com suas questões de ressocialização.

### Temporada 2 /Justiça 2(2024)
Ambientada nas cidades de Ceilândia e Brasília, no Distrito Federal, Justiça 2 acompanha mais quatro histórias. A primeira trama é do motoboy Balthazar (Juan Paiva), que é preso injustamente após ser reconhecido como assaltante do restaurante Canto do Bode em um catálogo digital de suspeitos da polícia pelo seu ex-patrão, Nestor (Marco Ricca). O segundo drama é de Carolina (Alice Wegmann), que foi violentada pelo tio Jayme (Murilo Benício) na adolescência e mudou-se de cidade para se distanciar da situação. Quando ela volta para Ceilândia, revive traumas do passado e decide denunciar seu abusador. A terceira história é de Geíza (Belize Pombal) e sua filha Sandra (Gi Fernandes), que entram em conflito com Renato (Filipe Bragança), um traficante de classe média, que se mudou para a comunidade delas, Sol Nascente, e perturba-as com seu som alto ligado 24 horas por dia. Durante uma noite, em um momento de fúria, Renato ataca Sandra e é morto por Geíza, que tenta fugir com a filha, mas é pega e presa. A quarta história é de Milena (Nanda Costa), que rouba um carro por necessidade a fim de ajudar sua mãe, mas acaba presa por um homicídio que não cometeu ao encontrarem um corpo morto no porta-malas do carro roubado. Balthazar, Jayme, Geíza e Milena são presos na mesma noite de 7 de novembro de 2016 e ao passar os sete anos, deverão reconstruir suas vidas.

## Elenco e personagens

### 1ª temporada
Na primeira temporada, a exibição dos capítulos eram semanais, e para cada dia da semana, um episódio apresentava um elenco central.
| Segunda-feira - Débora Bloch como Elisa de Almeida - Jesuíta Barbosa como Vicente Menezes - Cássio Gabus Mendes como Heitor Diniz - Marina Ruy Barbosa como Isabela de Almeida - Camila Márdila como Regina Menezes - Priscila Steinman como Sara - Luiz Carlos Vasconcelos como Euclydes Menezes - Pedro Nercessian como Téo Ferraz - Giovana Echeverria como Vanessa - Pedro Lamin como Otto - Fabiana Ferreira como Isabela Menezes - Cláudio Ferrario como Silas | Terça-feira - Adriana Esteves como Fátima Libéria do Nascimento - Enrique Díaz como Douglas - Leandra Leal como Kellen Aparecida* - Ângelo Antônio como Waldir do Nascimento - Julia Dalavia como Mayara do Nascimento / Suzy - Letícia Braga como a versão criança de Mayara do Nascimento - Tobias Carrieres como Jesus do Nascimento - Bernardo Berruezo como a versão criança de Jesus do Nascimento - Júlio Andrade como Firmino Maia - Leandro Léo como Dez Por Cento - Clarissa Pinheiro como Irene - Alex Patrício Filho como Igor - Márcio Fecher como Falcão - Glauber Amaral como Jeferson - Nicholas Bauer como Hans |

| Quinta-feira - Jéssica Ellen como Rose Silva dos Santos - Luisa Arraes como Débora Carneiro - Vladimir Brichta como Celso - Igor Angelkorte com Marcelo Cavalcante - Teca Pereira como Zelita Silva dos Santos - Fernanda Vianna como Lucy Carneiro - Pedro Wagner como Osvaldo Maia - Murilo Sampaio como Tércio - Carlos Feroli como CB - Magdale Alves como Elvira - Karine Teles como Cristina | Sexta-feira - Cauã Reymond como Maurício Pereira de Oliveira - Antônio Calloni como Antenor Ferraz - Drica Moraes como Vânia Ferraz - Marjorie Estiano como Beatriz Vieira Pugliesi - Mayara Millane como Tânia - Joana Gatis como Lovilace - Mariah Teixeira como Ariel - Mohana Uchoa como Kika - Nataly Rocha como Domênica - Albert Tenório como Serge |

* Leal reprisa seu papel na segunda temporada, sendo introduzida no "Caso Jayme".

### 2ª temporada
A lista do elenco abaixo está organizada em ordem de lançamento dos episódios. 
| Caso "Balthazar" - Juan Paiva como Balthazar Gomes da Silva - Marco Ricca como Nestor Teixeira - Maria Padilha como Silvana Teixeira - Dja Marthins como Regina Pereira Gomes - Jéssica Marques como Larissa - Amir Haddad como Galdino - Luciano Mallman como Cassiano - Jorge Guerreiro como João - Helena Kern como Maria Eduarda | Caso "Jayme" - Alice Wegmann como Carolina Teixeira de Queiroz - Murilo Benício como Jayme Teixeira - Júlia Lemmertz como Júlia Teixeira - Adriano Garib como Olavo - Fábio Lago como Darlan - Giovanni Venturini como Elias Teixeira - Rita Assemany como Ingrid Teixeira - Raíssa Xavier como Moema - Túlio Starling como Gabriel Teixeira - Muse Maya com Ênya - Aramis Trindade como Delegado Dumas |

| Caso "Geíza" - Belize Pombal como Geiza Lima - Gi Fernandes como Sandra Lima - Filipe Bragança como Renato Fayete - Danton Mello como Abílio Fayete - Vinicius Teixeira como Pascoal | Caso "Milena" - Nanda Costa como Milena Souza de Jesus - Paolla Oliveira como Jordana Juarez - Marcello Novaes como Egisto Juarez - Alexandre Rodrigues como Diógenes Juarez Junior (Diuzinho) - Juliana Xavier como Luara - Xamã como Naldo (Naldinho) - Tereza Seiblitz como Santana |

## Produção

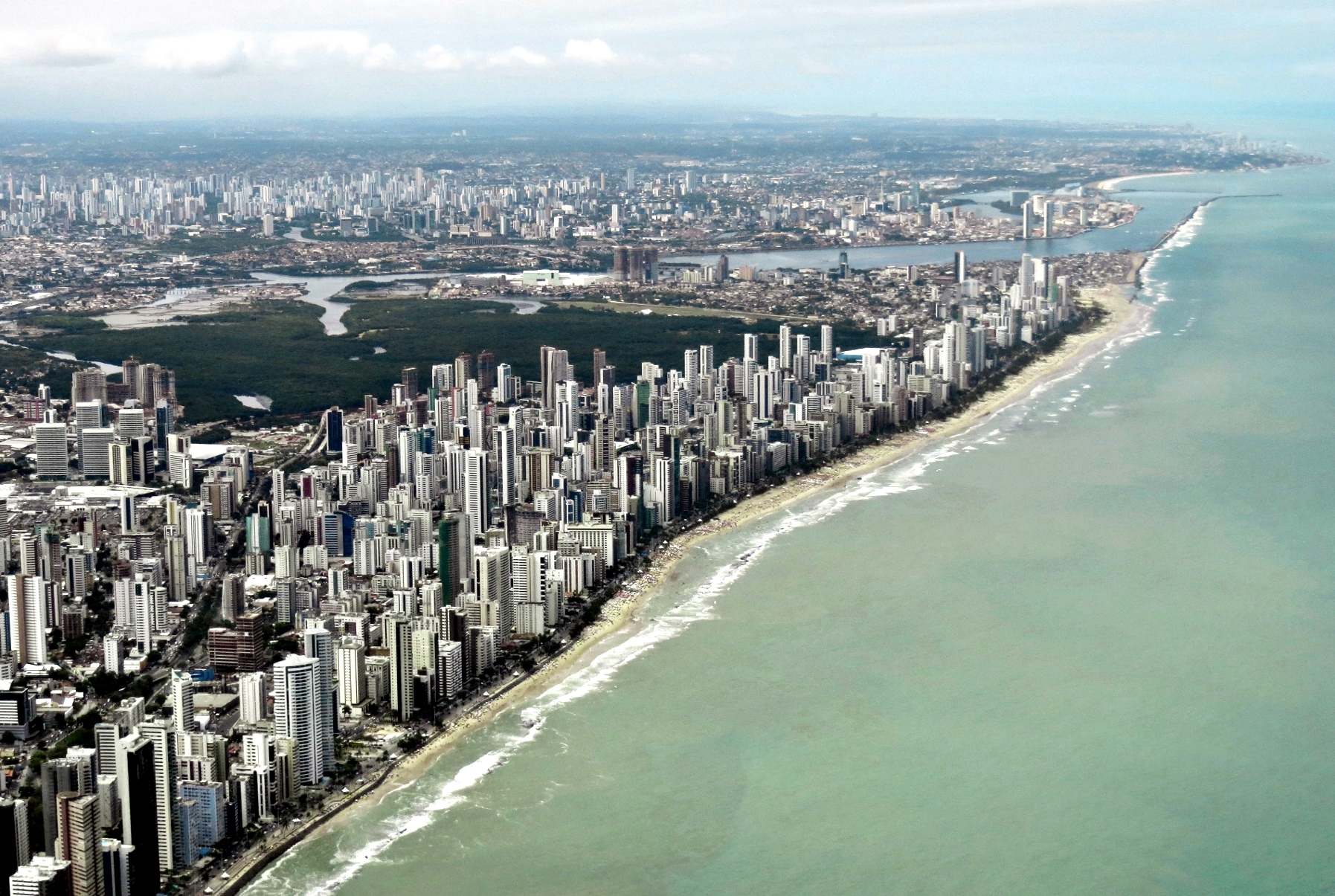
Orla do Recife, onde mora a personagem Elisa (Débora Bloch) e onde Rose (Jéssica Ellen) foi presa.

A primeira temporada de Justiça foi gravada no Recife, num esforço da TV Globo para ambientar algumas de suas produções fora do eixo Rio-São Paulo. Segundo o diretor, a capital pernambucana foi escolhida devido à sua distribuição de renda, que é muito desigual, dando mais veracidade à minissérie. Para Villamarim, "Recife é uma síntese do Brasil".
A forma de contar a trama, que tem quatro histórias paralelas que se cruzam, já foi utilizada no cinema, em filmes como Short Cuts (1993), Crash (2004) e Babel (2006). A preparação do elenco da primeira temporada foi feita com Chico Accioly e o rabino Nilton Bonder.
Em maio de 2022, a TV Globo anunciou que a premiada minissérie ganharia uma nova temporada exibida exclusivamente pelo serviço de streaming Globoplay. A continuação da produção indicada ao Emmy Internacional como Melhor Série em 2016, segue com a assinatura de Manuela Dias e o mesmo formato da primeira temporada e previsão de estreia inicial para o segundo semestre de 2023.
As gravações da segunda temporada se iniciaram em março de 2023 em Ceilândia e Sol Nascente, regiões administrativas do Distrito Federal, encerrando-se em julho nos Estúdios Globo. O primeiro teaser da série foi exibido em durante painel do Grupo Globo no Rio2C. Os personagens de Alice Wegmann, Nanda Costa, Paolla Oliveira, Juan Paiva e Murilo Benício foram os destaques nas primeiras imagens.

## Episódios

### Visão geral
| Temporada | Temporada | Episódios | Exibição original    | Exibição original      | Emissora  |
| Temporada | Temporada | Episódios | Estreia da temporada | Final da temporada     | Emissora  |
| --------- | --------- | --------- | -------------------- | ---------------------- | --------- |
|           | 1         | 20        | 22 de agosto de 2016 | 23 de setembro de 2016 | TV Globo  |
|           | 2         | 28        | 11 de abril de 2024  | 23 de maio de 2024     | Globoplay |

## Música

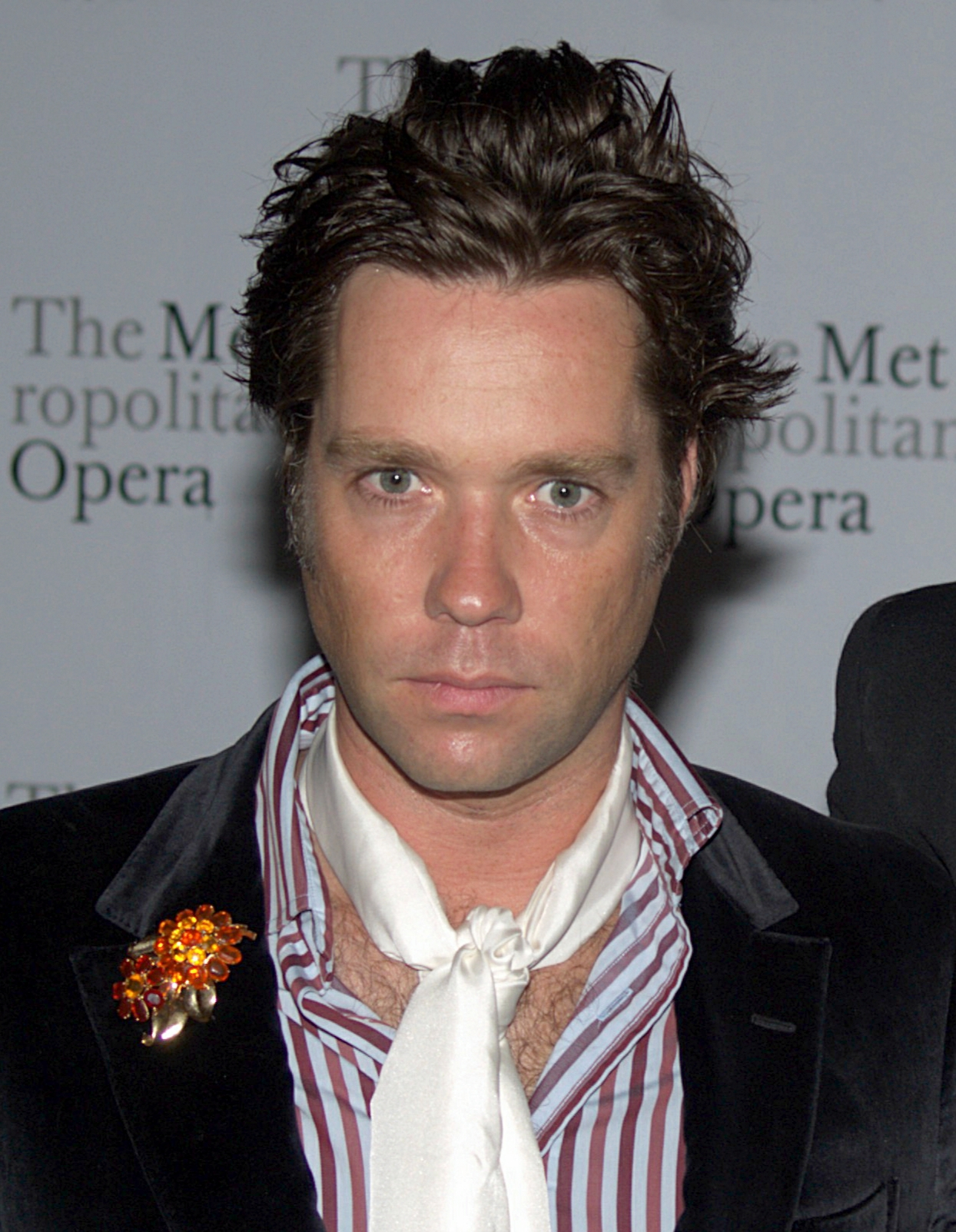
Rufus Wainwright interpreta o tema central da minissérie, um cover de Leonard Cohen.

Justiça tem como tema principal a canção "Hallelujah", um cover de Rufus Wainwright para a canção de Leonard Cohen, que é executada em algumas cenas e nos trailers. A primeira temporada, chamada na época de minissérie, conta com as seguintes canções:
Justiça (Trilha Sonora da Minissérie)
| N.º            | Título                                                 | Artista(s)                        | Duração |  |
| 1.             | "Hallelujah" (canção original de Leonard Cohen)        | Rufus Wainwright                  | 4:08    |  |
| 2.             | "Risoflora"                                            | Elba Ramalho                      | 4:00    |  |
| 3.             | "Pedaço de Mim"                                        | Chico Buarque e Zizi Possi        | 3:17    |  |
| 4.             | "Crua"                                                 | Otto                              | 3:30    |  |
| 5.             | "Último Romance"                                       | Los Hermanos                      | 4:23    |  |
| 6.             | "Dona da Minha Cabeça"                                 | Geraldo Azevedo                   | 3:25    |  |
| 7.             | "Vamos Fugir" (canção original de Skank)               | Gilberto Gil                      | 5:37    |  |
| 8.             | "Amor Perfeito"                                        | Roberto Carlos                    | 4:54    |  |
| 9.             | "Revelação"                                            | Fagner                            | 4:17    |  |
| 10.            | "Gente Aberta"                                         | Erasmo Carlos                     | 2:20    |  |
| 11.            | "Tempo de Estilo"                                      | Caetano Veloso                    | 5:08    |  |
| 12.            | "Pense em Mim" (canção original de Leandro & Leonardo) | Johnny Hooker                     | 3:08    |  |
| 13.            | "Chão de Giz"                                          | Zé Ramalho                        | 4:47    |  |
| 14.            | "Acabou Chorare"                                       | Novos Baianos                     | 4:13    |  |
| 15.            | "O Que Será? (À flor da pele)"                         | Chico Buarque e Milton Nascimento | 4:13    |  |
| 16.            | "Candy"                                                | Iggy Pop                          | 4:13    |  |
| 17.            | "O Bobo"                                               | Cícero                            | 3:41    |  |
| 18.            | "Gracias a la vida" (canção original de Mercedes Sosa) | Elis Regina                       | 4:23    |  |
| 19.            | "Fui Fiel"                                             | Pablo                             | 3:26    |  |
| 20.            | "É o Amor"                                             | Zezé Di Camargo & Luciano         | 3:22    |  |
| 21.            | "Justiça / Contrastes"                                 | Eduardo Queiroz                   | 3:05    |  |
| Duração total: | Duração total:                                         | Duração total:                    | 1:20:27 |  |

## Recepção

### Análise da crítica
Após a primeira semana de exibição da primeira temporada, a então minissérie, Henrique Haddefinir fez para o site Omelete uma avaliação individual dos episódios, baseada na premissa da série. De todas as histórias contadas, Haddefinir apontou que a de Rose (Jéssica Ellen) "pode enfraquecer a coerência do roteiro se não for bem controlada" por ter uma subversão em sua busca por justiça, em relação aos demais personagens principais. Com base nos trailers, Justiça é definida como "sombria e pesada" e sua iniciativa por apresentar um texto complexo na televisão aberta é apontada como ponto positivo.

### Audiência
Em seu primeiro capítulo, a primeira temporada registrou 29,6 pontos de média e 49% de share no Ibope em São Paulo, aumentando a audiência do horário em 30% No segundo capítulo, a trama conseguiu 28 pontos e 44% de participação. Os episódios seguintes mantiveram os bons resultados iniciais.

### Prêmios e indicações
| Ano         | Prêmio                    | Categoria                           | Indicação            | Resultado | Ref.   |
| ----------- | ------------------------- | ----------------------------------- | -------------------- | --------- | ------ |
| Temporada 1 |                           |                                     |                      |           |        |
| 2016        | Prêmio Extra de Televisão | Melhor Série                        | Manuela Dias         | Venceu    | [ 56 ] |
| 2016        | Prêmio Extra de Televisão | Melhor Atriz                        | Adriana Esteves      | Venceu    | [ 56 ] |
| 2016        | Prêmio Extra de Televisão | Melhor Atriz                        | Débora Bloch         | Indicado  | [ 56 ] |
| 2016        | Prêmio Extra de Televisão | Melhor Ator                         | Jesuíta Barbosa      | Indicado  | [ 56 ] |
| 2016        | Prêmio Extra de Televisão | Melhor Atriz Coadjuvante            | Leandra Leal         | Indicado  | [ 56 ] |
| 2016        | Prêmio Extra de Televisão | Melhor Ator Coadjuvante             | Enrique Díaz         | Indicado  | [ 56 ] |
| 2016        | Prêmio Extra de Televisão | Revelação Feminina                  | Camila Márdila       | Indicado  | [ 56 ] |
| 2016        | Prêmio Extra de Televisão | Melhor Ator/Atriz Mirim             | Tobias Carrieres     | Indicado  | [ 56 ] |
| 2016        | Troféu APCA               | Melhor Série                        | Manuela Dias         | Venceu    | [ 57 ] |
| 2016        | Troféu APCA               | Melhor Diretor                      | José Luiz Villamarim | Venceu    | [ 57 ] |
| 2016        | Troféu APCA               | Melhor Ator                         | Enrique Díaz         | Indicado  | [ 57 ] |
| 2016        | Troféu APCA               | Melhor Atriz                        | Adriana Esteves      | Indicado  | [ 57 ] |
| 2016        | Troféu APCA               | Melhor Atriz                        | Débora Bloch         | Indicado  | [ 57 ] |
| 2016        | Melhores do Ano           | Melhor Ator de Série ou Minissérie  | Cauã Reymond         | Indicado  | [ 58 ] |
| 2016        | Melhores do Ano           | Melhor Ator de Série ou Minissérie  | Jesuíta Barbosa      | Venceu    | [ 58 ] |
| 2016        | Melhores do Ano           | Melhor Atriz de Série ou Minissérie | Adriana Esteves      | Venceu    | [ 58 ] |
| 2016        | Melhores do Ano           | Melhor Atriz de Série ou Minissérie | Débora Bloch         | Indicado  | [ 58 ] |
| 2016        | Prêmio Quem de Televisão  | Melhor Atriz                        | Adriana Esteves      | Venceu    | [ 59 ] |
| 2016        | Prêmio Quem de Televisão  | Melhor Atriz                        | Débora Bloch         | Indicado  | [ 59 ] |
| 2016        | Prêmio Quem de Televisão  | Melhor Ator                         | Cauã Reymond         | Indicado  | [ 59 ] |
| 2016        | Prêmio Quem de Televisão  | Melhor Ator                         | Vladimir Brichta     | Indicado  | [ 59 ] |
| 2016        | Prêmio Quem de Televisão  | Melhor Atriz Coadjuvante            | Drica Moraes         | Indicado  | [ 59 ] |
| 2016        | Prêmio Quem de Televisão  | Melhor Ator Coadjuvante             | Enrique Díaz         | Indicado  | [ 59 ] |
| 2016        | Prêmio Quem de Televisão  | Melhor Autor                        | Manuela Dias         | Indicado  | [ 59 ] |
| 2017        | Emmy Internacional        | Melhor Série Dramática              | Manuela Dias         | Indicado  | [ 60 ] |
| 2017        | Emmy Internacional        | Melhor Atriz                        | Adriana Esteves      | Indicado  | [ 60 ] |
| Temporada 2 |                           |                                     |                      |           |        |
| 2024        | Melhores do Ano           | Série do Ano                        | Manuela Dias         | Venceu    | [ 61 ] |
| 2024        | Melhores do Ano           | Melhor Ator de Série                | Juan Paiva           | Venceu    | [ 61 ] |
| 2024        | Melhores do Ano           | Melhor Atriz de Série               | Belize Pombal        | Indicada  | [ 61 ] |